# The Best of Wet Willie
| Recensione | Giudizio |
| ---------- | -------- |
| AllMusic   | [ 1 ]    |

The Best of Wet Willie è una raccolta su CD dei Wet Willie, pubblicato dall'etichetta discografica Polydor Records nel luglio del 1994.

## Tracce
1. Have a Good Time – 3:36 (Maurice Richard Hirsch) – Tratto dall'album: Wet Willie (1971)
2. Shame, Shame, Shame – 3:16 (Jimmy Reed) – Tratto dall'album: Wet Willie (1971)
3. Shout Bamalama – 3:35 (Otis Redding) – Tratto dall'album: Wet Willie II(1972)
4. Airport – 3:32 (John Anthony) – Tratto dall'album: Wet Willie II (1972)
5. Grits Ain't Groceries – 3:02 (Titus Turner) – Tratto dall'album: Wet Willie II (1972)
6. Red Hot Chicken – 4:44 (Jack Hall, Jimmy Hall, Lewis Ross, John Anthony, Wick Larsen, Ricky Hirsch) – Tratto dall'album: Wet Willie II (1972)
7. Country Side of Life – 3:28 (Rick Hirsch) – Tratto dall'album: Keep on Smilin' (1974)
8. Keep on Smilin' – 3:55 (Jack Hall, Jim Hall, Rick Hirsch, John Anthony, Lewis Ross) – Tratto dall'album: Keep on Smilin' (1974)
9. Dixie Rock – 5:11 (Jack Hall, Jimmy Hall, Ricky Hirsch) – Tratto dall'album: Dixie Rock (1975)
10. Leona – 4:38 (Jimmy Hall, Jack Hall) – Tratto dall'album: Dixie Rock (1975)
11. No No No – 3:11 (Michael Duke) – Tratto dall'album: The Wetter the Better (1976)
12. Baby Fat – 3:55 (Rick Hirsch, Jimmy Hall, Michael Duke, Jack Hall) – Tratto dall'album: The Wetter the Better (1976)
13. Everything That 'Cha Do (Will Come Back to You) – 5:13 (Ricky Hirsch) – Tratto dall'album: The Wetter the Better (1976)
14. Walkin' by Myself – 4:52 (Jimmy Hall, Jack Hall, Ricky Hirsch) – Tratto dall'album: The Wetter the Better (1976)
15. Lucy Was in Trouble (Live Version) – 11:53 (Ricky Hirsch) – Tratto dall'album: Left Coast Live (1977)

Durata totale: 68:01

## Musicisti
Have a Good Time / Shame, Shame, Shame
- Maurice Richard Hirsch - chitarra solista, accompagnamento vocale
- Jimmy Hall - voce, armonica, sassofono tenore, percussioni
- John Anthony - pianoforte elettrico, organo, pianoforte, accompagnamento vocale
- Jack Hall - basso, accompagnamento vocale
- Lewis Ross - batteria, percussioni
- Donna Hall - accompagnamento vocale

Shout Bamalama / Airport / Grits Ain't Groceries / Red Hot Chicken
- Ricky Hirsch - chitarra solista, chitarra ritmica, mandolino, accompagnamento vocale
- Wick Larsen - chitarra solista, chitarra ritmica, chitarra acustica, moog
- Jimmy Hall - voce solista, armonica, sassofono tenore, percussioni
- John Anthony - organo, pianoforte elettrico, pianoforte acustico, accompagnamento vocale, percussioni
- Jack Hall - basso, accompagnamento vocale
- Lewis Ross - batteria, congas

Musicisti aggiunti:
- Jai Johanny Johanson - timbales (brano: Airport)
- Ella Avery - accompagnamento vocale, cori (brano: Shout Bamalama)

Country Side of Life / Keep on Smilin'
- Jimmy Hall - voce solista, sassofono alto, armonica, percussioni
- Rick Hirsch - chitarra solista, accompagnamento vocale
- Jack Hall - basso, banjo, accompagnamento vocale
- John Anthony - tastiere, percussioni, accompagnamento vocale
- Lewis Ross - batteria, percussioni
- Donna Hall (The Williettes) - accompagnamento vocale, cori
- Ella Avery (The Williettes) - accompagnamento vocale, cori

Musicisti aggiunti:
- Earl Bone Ford - trombone elettrico (brano: Country Side of Life)
- Joyce Knight - accompagnamento vocale, cori

Dixie Rock / Leona
- Jimmy Hall - voce solista, armonica, sassofono alto, percussioni
- Jack Hall - basso, accompagnamento vocale
- Ricky Hirsch - chitarra solista, chitarra bottleneck, chitarra acustica, accompagnamento vocale
- John Anthony - tastiere, chitarra ritmica
- Lewis Ross - batteria, congas, percussioni
- Ella Avery (The Williettes) - accompagnamento vocale, cori
- Donna Hall (The Williettes) - accompagnamento vocale, cori

Musicisti aggiunti:
- Mike Duke - accompagnamento vocale, cori (aggiunti)
- Joyce Knight - accompagnamento vocale, cori (aggiunti)

No No No / Baby Fat / Everything That 'Cha Do (Will Come Back to You) / Walkin' by Myself
- Jimmy Hall - voce solista, sassofono alto, armonica, percussioni
- Ricky Hirsch - chitarra acustica solista, chitarra slide solista, accompagnamento vocale
- Michael Duke - voce solista, pianoforte, melodica, moog
- John Anthony - organo, moog, arpa, pianoforte elettrico, chitarra ritmica
- Jack Hall - basso, accompagnamento vocale
- Lewis Ross - batteria

Ospiti:
- Leo LaBranche - tromba, arrangiamenti sezione strumenti a fiato
- Earl Ford - trombone
- Skip Lane - sassofono baritono
- Dezso Lakatos - sassofono baritono
- Jerome Joseph - congas
- Donna Hall - accompagnamento vocale, cori (brano: Baby Fat)
- Leslie Hawkins - accompagnamento vocale, cori (brano: Baby Fat)
- Al McDonald - battito delle mani (handclaps) (brano: Walkin' by Myself)
- Jay Stewart - battito delle mani (handclaps) (brano: Walkin' by Myself)
- Fred DeLoach - battito delle mani (handclaps) (brano: Walkin' by Myself)
- Linda DeLoach - battito delle mani (handclaps) (brano: Walkin' by Myself)

Lucy Was in Trouble (Live Version)
- Jimmy Hall - voce solista, sassofoni, armonica
- Mike Duke - pianoforte, clavinet, armonie vocali
- Ricky Hirsch - chitarra solista
- John Anthony - moog, pianoforte elettrico, arpa, organo, chitarra ritmica
- Jack Hall - basso, accompagnamento vocale
- Lewis Ross - batteria